# Sebastian Breza
Sebastian Jean-Baptiste Breza (Ottawa, Ontario; 15 de marzo de 1998) es un futbolista canadiense que juega como portero en el club CF Montréal de la Major League Soccer.

## Carrera en el club

### Carrera profesional
Breza tenía nueve años cuando empezó a jugar al fútbol en el FS Salaberry. De joven, Breza jugó de portero tanto en hockey como en fútbol. En 2016 fichó por el Monopoli, de la Serie C, y en 2017 fue cedido al Palermo, de la Serie A, donde jugó inicialmente en el Primavera. Breza jugó tres partidos en el banquillo del primer equipo del Palermo en la temporada 2016-17 de la Serie A.

### Potenza
En 2017, Breza fichó por el Potenza, de la Serie D, y le ayudó a ascender a la Serie C en la temporada 2018-19. Durante la temporada baja, se rumoreó que podría fichar por el Taranto, también de la Serie D. En su segunda temporada, Breza jugó principalmente como suplente de Raffaele Ioime, pero jugó 8 partidos como titular. En enero de 2020, se vinculó a Breza con un fichaje por el Bolonia, de la Serie A.

### Bologna FC 1909
El 29 de enero de 2020 fichó por el Bolonia, club de la Serie A, en calidad de cedido hasta el 30 de junio de 2020. El Bolonia tenía la obligación de comprar sus derechos al final de la cesión.

#### Préstamo al CF Montreal
El 6 de abril de 2021, Breza fue cedido al CF Montréal de la Major League Soccer para la temporada 2021. Debutó el 8 de agosto contra el D.C. United. Breza fue titular en la semifinal del Campeonato Canadiense 2021 contra el Forge FC, y el partido se fue a los penaltis tras un 0-0 después de 90 minutos. La tanda seguía empatada después de 10 rondas, y Breza fue capaz de detener el disparo del portero del Forge Triston Henry, antes de marcar él mismo para ganar el partido y avanzar al Montréal a la final. El CF Montréal pasó a ganar la Copa Voyageurs y Breza fue honrado con el George Gross Memorial Trophy como el jugador más valioso del torneo.
Al finalizar la temporada 2021, el CF Montréal anunció que no ejercería la opción de compra del contrato de Breza. Sin embargo, en enero de 2022, el CF Montréal anunció que Breza regresaría al club para la temporada 2022 en calidad de cedido.

#### Préstamo a Carrarese
El 27 de enero de 2023, Breza fichó por el Carrarese, de la Serie C, en calidad de cedido hasta final de temporada.

#### Préstamo a Yverdon
El 12 de julio de 2023 fichó por el Yverdon, de la Superliga suiza, en calidad de cedido por una temporada.

### Regreso al CF Montreal
El 15 de enero de 2024, Breza firmó un contrato de dos años con el CF Montreal.

## Selección nacional
Breza nació en Canadá, de padre polaco y madre noruega, y posee la doble nacionalidad canadiense y noruega. Asistió a su primera concentración con la selección sub-20 de Canadá en 2016. Breza fue incluido en la lista provisional sub-23 de Canadá para el Campeonato de Clasificación Olímpica Masculina de la CONCACAF 2020 el 26 de febrero de 2020.

## Estadísticas profesionales
A partir del 26 de julio de 2024
| Club                 | Liga                | Temporada           | Liga | Liga  | Cup  | Cup   | Other | Other | Continental | Continental | Total | Total |
| Club                 | Liga                | Temporada           | Part | Goles | Part | Goles | Part  | Goles | Part        | Goles       | Part  | Goles |
| -------------------- | ------------------- | ------------------- | ---- | ----- | ---- | ----- | ----- | ----- | ----------- | ----------- | ----- | ----- |
| Monopoli             | Serie C             | 2017–18             | 0    | 0     | 0    | 0     | 1     | 0     | –           | –           | 1     | 0     |
| Potenza              | Serie D             | 2017–18             | 29   | 0     | 0    | 0     | 1     | 0     | –           | –           | 0     | 0     |
| Potenza              | Serie C             | 2018–19             | 8    | 0     | 0    | 0     | 5     | 0     | –           | –           | 13    | 0     |
| Potenza              | Serie C             | 2019–20             | 7    | 0     | 1    | 0     | 2     | 0     | –           | –           | 10    | 0     |
| Potenza              | Total               | Total               | 44   | 0     | 1    | 0     | 8     | 0     | 0           | 0           | 53    | 0     |
| CF Montreal (cedido) | MLS                 | 2021                | 8    | 0     | 3    | 0     | 0     | 0     | –           | –           | 11    | 0     |
| CF Montreal (cedido) | MLS                 | 2022                | 23   | 0     | 0    | 0     | 0     | 0     | 4           | 0           | 27    | 0     |
| CF Montreal (cedido) | Total               | Total               | 31   | 0     | 3    | 0     | 0     | 0     | 4           | 0           | 38    | 0     |
| Carrarese (cedido)   | Serie C             | 2022–23             | 15   | 0     | 0    | 0     | 0     | 0     | –           | –           | 15    | 0     |
| Yverdon (cedido)     | Swiss Super League  | 2023–24             | 5    | 0     | 1    | 0     | 0     | 0     | –           | –           | 6     | 0     |
| CF Montréal          | MLS                 | 2024                | 1    | 0     | 2    | 0     | 1     | 0     | –           | –           | 4     | 0     |
| Total de la carrera  | Total de la carrera | Total de la carrera | 96   | 0     | 7    | 0     | 10    | 0     | 4           | 0           | 117   | 0     |

## Honores
CF Montreal
- Canadian Championship: 2021[23]

Individual
- George Gross Memorial Trophy: 2021[23]